# Джеймс, Сирил
Сирил Лайонел Роберт Джеймс (англ. Cyril Lionel Robert James, C. L. R. James; 4 января 1901 — 19 мая 1989) — афроамериканский историк, публицист, троцкист и теоретик марксизма вест-индского происхождения. Завоевал репутацию «антисталинистского диалектика», классик постколониальной политической мысли и литературы.

## Биография
Родился в Тринидаде и Тобаго — тогда британской колонии. Окончил Queen’s Royal College, затем работал школьным учителем. Затем Джеймс становится журналистом крикета и публицистом. Был членом антиколонизаторской группы «Beacon», сформированной вокруг одноименного журнала («The Beacon»). В 1932 поехал в Ланкашир, надеясь что это поможет его писательской карьере. Там он работал спортивным корреспондентом в «Manchester Guardian» и помог игроку в крикет Лири Константину (Learie Constantine) написать автобиографию. В 1933 году Джеймс переехал в Лондон, где проводил кампанию за независимость Вест-Индии. Одновременно он стал одним из ведущих представителей панафриканизма и Интернационала африканских друзей Абиссинии, сформированного в 1935 году в ответ на вторжение итальянских фашистов на территорию Эфиопии.
Увлечение марксизмом приводит Джеймса в Лейбористскую партию. К 1934 году он член энтристской троцкистской группы в Независимой лейбористской партии. Публикует ряд своих теоретических работ, которые были отмечены похвалой Льва Троцкого, пробует себя в качестве драматурга и писателя. В 1936 году энтристская группа Джеймса вышла из Независимой лейбористской партии и после ряда слияний с подобными мелкими группами образовала Революционную социалистическую лигу.
В конце 1938 года Джеймс отправляется в США, чтобы оказать помощь американской секции Четвёртого интернационала (Социалистической рабочей партии, СРП) в организации работы с чёрными активистами — он остался там на срок более двадцати лет. В апреле 1939 года он навестил Троцкого у Диего Риверы и Фриды Кало в Койоакане (Мексика), вернувшись в США спустя месяц.
К 1940 году разочаровался в анализе Троцкого СССР как деформированного рабочего государства. Он оставил Социалистическую рабочую партию и вместе с Максом Шахтманом вошёл в его Рабочую партию. В РП С. Л. Р. Джеймс с Раей Дунаевской создали собственную оппозиционную фракцию — группу Джонсон-Форест, стоявшую на позиции существовании в Советском Союзе государственного капитализма. В то время их мнение разделяли только небольшие группы активистов по всему миру, в частности, — Тони Клифф в Великобритании, а чуть позже группа «Социализм или варварство» во Франции.
Результатом разногласий стал выход группы из партии Шахтмана и возвращение в Социалистическую рабочую партию, где она пробыла до 1950 года — время выхода очередной их книги «Государственный капитализм и мировая революция». Во время пребывания в СРП Джеймс приводил доводы в пользу поддержки автономных движений угнетённых меньшинств, — например, в решении «негритянского вопроса», как способа взорвать политическую ситуацию, что фактически и было осуществлено уже позже в 1960-х годах. Другой причиной выхода являлся взгляд на перспективы массовой революционной борьбы в послевоенное время.
Оставив СРП, группа наконец стала существовать как самостоятельная организация, но, как оказалось, недолго. Уже в 1955 году произошёл раскол. Джеймс пришёл к выводу об отчуждённости авангардной партии от масс и, следовательно, её бесполезности (ярким примером этого, по его мнению, являлось подавление Венгерского восстания 1956 года), а Дунаевская, также считая тезис Ленина об авангардной партии устаревшим, но не могла отказаться полностью от революционной организации.
В 1953 году, под угрозой высылки, был вынужден уехать из США, так как просрочил визу почти на десять лет. Он вернулся в Тринидад, где снова был вовлечён в антиколониальное (в составе партии Народное национальное движение) и панафриканское движение, утверждая, что Ганская революция во главе с Кваме Нкрумой продемонстрировала, что деколонизация — важнейший источник вдохновения для революционеров-интернационалистов. Публикации С. Л. Р. Джеймса повлияли на развитие теории автономисткого марксизма.
Является автором множества книг об истории революционных и коммунистических движений, о марксистской философии и диалектике, о демократии, о природе СССР, о колониализме и деколонизации, о крикете, а также автобиографических и художественных произведений, включая романы и пьесы. Его книга о революции темнокожих рабов на Гаити «Чёрные якобинцы: Туссен-Лувертюр и революция в Санто-Доминго» (The Black Jacobins) считается классикой марксистской историографии, предвосхитившей концепции «истории снизу» (history from below) и «народной истории» послевоенных французских и британских историков-марксистов, включая Э. П. Томпсона.
Его портрет использован для дизайна банкноты в B£10 (брикстонских фунтов) первого выпуска в 2009 году.

## Сочинения
- Россия: фашистский государственный капитализм